# Karel II van Podiebrad

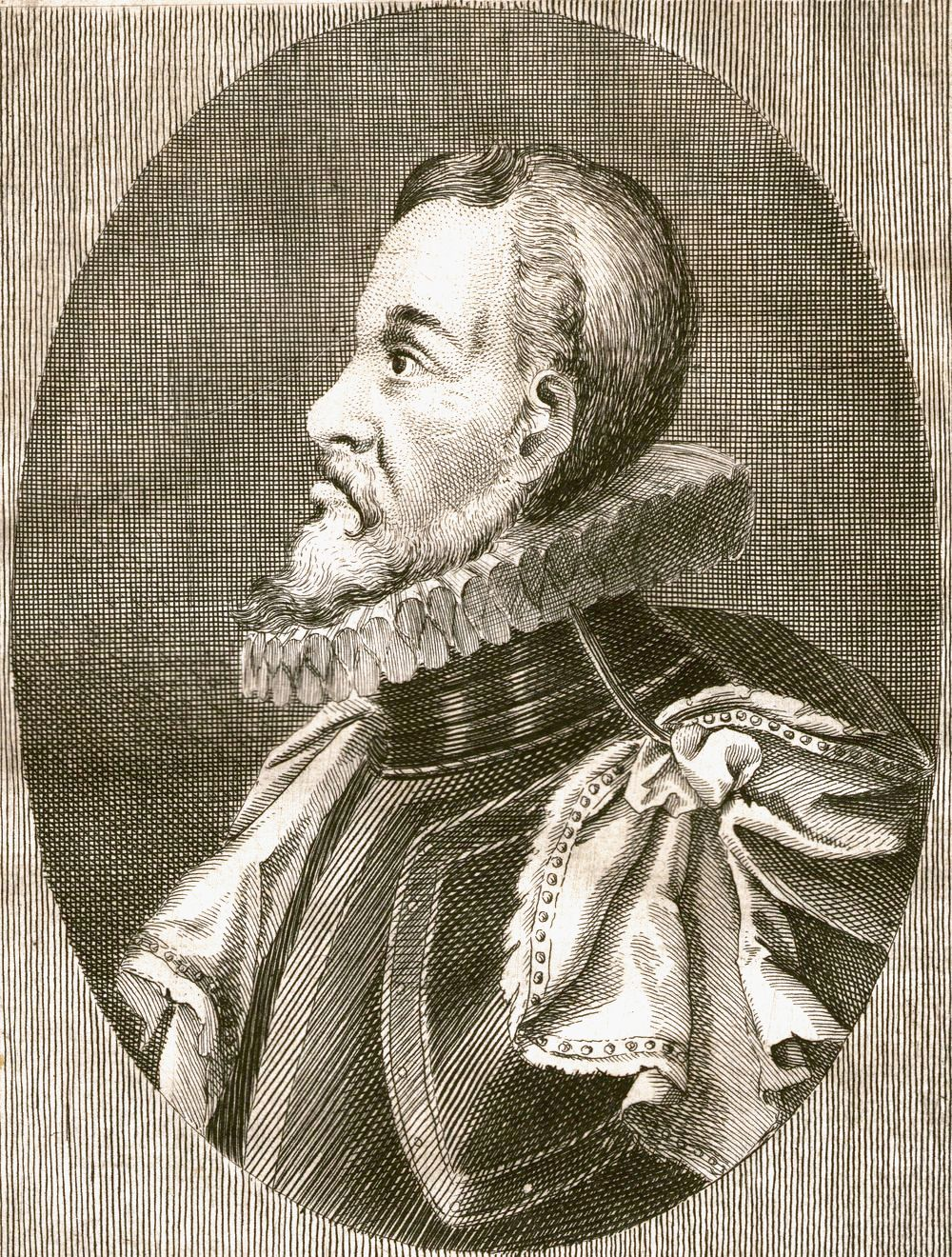
Karel II van Podiebrad.

Karel II van Podiebrad, ook bekend als Karel II van Münsterberg-Oels,  (Oels, 15 april 1545 - aldaar, 28 januari 1617) was van 1565 tot aan zijn dood hertog van Oels, van 1604 tot aan zijn dood hertog van Bernstadt en van 1608 tot aan zijn dood opperlandeshauptmann van Silezië. Ook droeg hij de titels van hertog van Münsterberg en graaf van Glatz.

## Levensloop
Karel II stamde uit de Münsterbergse tak van het Boheemse adellijk geslacht Podiebrad. Zijn ouders waren hertog Hendrik II van Münsterberg-Oels (1507-1548) en Margaretha (1515-1559), dochter van hertog Hendrik V van Mecklenburg-Schwerin. In 1561 trok Karel met zijn hofmeester en huisleraren voor studiedoeleinden naar Wenen, waar hij aan het hof van keizer Ferdinand I leefde. Na diens dood in 1564 bleef hij nog zes jaar aan het hof van de nieuwe keizer Maximiliaan II. Ook begeleidde hij de Heilige Roomse keizer naar alle Rijksdagen, reizen naar Hongarije en andere gebieden.
Na de dood van zijn oom Jan van Münsterberg-Oels erfde Karel II in 1565 het hertogdom Oels. Op 17 september 1570 huwde hij in Moravská Třebová met de Boheemse edelvrouw Catharina Berka van Dubá (1533-1583). Hierdoor kwam hij in het bezit van de heerlijkheid Sternberg in Noord-Moravië, dat tot in 1647 in het bezit van zijn familie bleef. Na de dood van Catharina in 1583 hertrouwde Karel op 30 september 1585 met Elisabeth Magdalena (1562-1630), dochter van hertog George II van Brieg. Na het overlijden van edelman Jiřík Zajímač van Kunstadt overhandigde diens zus Catharina in 1587, gehuwd met Hynek Pirnitz van Waldstein, de heerlijkheid Jaispitz in Zuid-Moravië aan Karel II, daar de linie Münsterberg van het huis Podiebrad de enige nog overblijvende linie van het huis Kunstadt was. In 1588 ruilde Karel de Moravische heerlijkheid Saar, dat hij eveneens in zijn bezit had, met bisschop ] Stanislaus Pavlovský van Pavlovitz die in Olomouc zetelde tegen enkele kleinere bezittingen in de omgeving van Sternberg. 
Karel was een aanhanger van de evangelische leer, die hij ook in zijn Moravische domeinen promootte. In Trebnitz kon hij met zijn invloed als landheer een evangelische gemeente doordrukken, hoewel de abdis van het klooster van Trebnitz zich daar hevig tegen verzette en daarvoor de steun kreeg van de bisschop van Breslau en de Heilige Roomse keizer. In 1602 werd Karel regent van zijn minderjarige neven, hertog Johan Christiaan van Brieg en hertog George Rudolf van Liegnitz, die aan zijn hof in Oels opgevoed werden. In 1604 bemachtigde hij opnieuw het hertogdom Bernstadt, dat zijn broer Hendrik III in 1574 had verkocht. Na de dood van bisschopu Jan VI van Sitsch die in Breslau zetelde werd hij in 1608 door keizer Rudolf II tevens benoemd tot opperlandeshauptmann van Silezië. In zijn residentiële stad Oels vervolledigde Karel II de door zijn oom Jan begonnen kasteelbouw. In 1594 stichtte hij daarnaast een gymnasium en een bibliotheek, die ter beschikking stond voor scholieren, leraren maar ook voor de burgers van Oels.
Karel II van Podiebrad overleed in januari 1617.

## Nakomelingen
Uit zijn eerste huwelijk met Catharina Berka van Dubá werden twee kinderen geboren:
- Hendrik Wenceslaus (1575-1591)
- Margaretha Magdalena (1578)

Uit zijn tweede huwelijk met Elisabeth Margaretha van Brieg werden acht kinderen geboren:
- George (1587)
- Karel (1590)
- Hendrik Wenceslaus (1592-1639), hertog van Bernstadt
- Karel Frederik I (1593-1647), hertog van Oels, met zijn dood eindigde het tijdperk van het huis Podiebrad in Oels.
- Barbara Margaretha (1595-1652)
- George Joachim (1597-1598)
- Elisabeth Magdalena (1599-1631), huwde in 1624 met hertog George Rudolf van Liegnitz
- Sophia Catharina (1601-1659), huwde in 1638 met hertog George III van Brieg